# Newlyweds: Nick and Jessica
Newlyweds: Nick and Jessica era un reality show prodotto e trasmesso da MTV. La serie seguiva la vita dei due novelli sposi Nick Lachey e Jessica Simpson.
Lo show originalmente era stato proposto alla coppia Michael Jackson - Lisa Marie Presley, ma la coppia decise di lasciarsi pochi mesi dopo la proposta.
La serie fu trasmessa per la prima volta nell'agosto del 2003 e girato per parecchie stagioni con 41 episodi in totale. L'ultima stagione iniziò il 26 gennaio 2005 e l'ultimo episodio fu trasmesso il 30 marzo 2005.

## Cast
- Nick Lachey
- Jessica Simpson

## Episodi

### Prima stagione
La prima stagione fu trasmessa dal 19 agosto al 21 ottobre 2003.
- Chicken by the Sea
- The Dancers
- Newlyweds Go Camping
- Newlyweds Go Golfing
- The Platypus

- Buffalo Wings
- Newlyweds Decorate
- The Video Shoot
- Newlyweds Birthday
- Jessica Cooks Dinner

### Seconda stagione
La seconda stagione fu mandata in onda dal 21 gennaio al 18 agosto 2004.
- The Anniversary
- Nick's 30th B-Day
- The Newlyweds Shop
- The French Language
- The Duet
- A Newlyweds Christmas
- Jessica's 'Dessert'
- Puppy Maddness
- The Newlyweds Vacation
- Valentine's Day

- Casey Moves In
- Mismatched Threesome
- Celebrity Issues
- Eye Surgery
- Newlyweds Baby
- The Kentucky Derby
- Nick and Joe
- The Traveling Newlyweds
- Nick's Lawn
- The Newlyweds

#### Speciali
- Happy Birthday Jessica, Love Nick

### Terza stagione
La terza e ultima stagione è stata trasmessa dal 26 gennaio al 30 marzo 2005.
- Newlyweds Two Year Anniversary
- Jess Gets a Root Canal
- Training Daisy
- The Dukes of Hazzard
- New Year's Eve

- The Orange Bowl
- Boys Weekend in Cabo
- Newlyweds Together Again
- The Valentine's Day Budget
- Newlyweds Series Finale